# Ганс-Георг Ромайке
Ганс-Георг Ромайке (нім. Hans-Georg Romeike; 5 грудня 1920, Кенігсберг, Веймарська республіка — 14 січня 1944, Щаслива, УРСР)— німецький офіцер, оберлейтенант резерву вермахту. Кавалер Лицарського хреста Залізного хреста.

## Нагороди
- Залізний хрест 2-го і 1-го класу
- Штурмовий піхотний знак в сріблі
- Медаль «За зимову кампанію на Сході 1941/42»
- Нарукавний знак «За знищений танк»
- Нагрудний знак ближнього бою в бронзі
- Лицарський хрест Залізного хреста (3 вересня 1943) — як командир 6-ї роти 2-го батальйону 43-го гренадерського полку 1-ї піхотної дивізії.